# Stařeč (nádraží)
Stařeč je železniční stanice v severní části městyse Stařeč v Kraji Vysočina v okrese Třebíč poblíž řeky Stařečského potoka. Leží na neelektrizované jednokolejné trati Znojmo–Okříšky. V minulosti stanice sloužila primárně k obsluze nedalekého města Třebíč.

## Historie

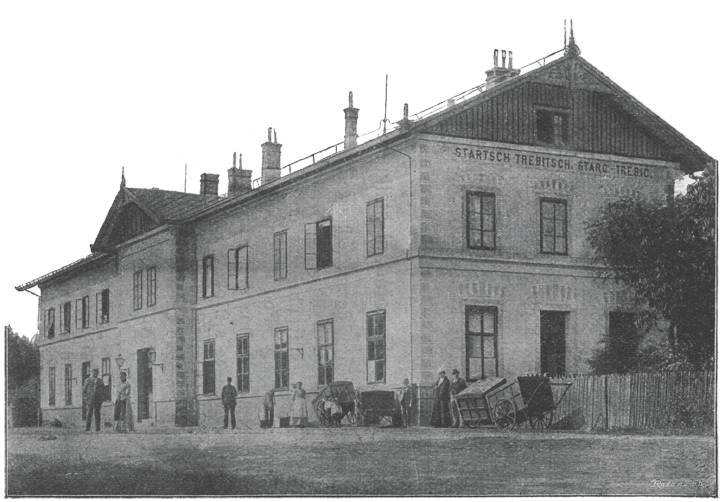
Stará fotografie nádraží pod původním dvojjazyčným názvem Starč-Třebíč

Nádraží pojmenované jako Stařeč-Třebíč bylo vybudováno železniční společností Rakouské severozápadní dráhy (ÖNWB) při stavbě trati spojující Vídeň a Berlín, autorem univerzalizované podoby stanic pro celou dráhu byl architekt Carl Schlimp.
Se stavbou úseku ze Znojma do Jihlavy se začalo v roce 1869, v roce 1870 byla postavena budova nádraží s restaurací, skladiště, vodárna, výtopna a domky pro zaměstnance.
23. dubna 1871 byl s místním nádražím uveden do provozu celý nový úsek trasy z Znojma do Jihlavy, odkud mohly vlaky po již dokončené trati pokračovat do Kolína a dále. V roce 1871 byla rekonstruována i silnice mezi nádražím a Starčí a byl otevřen hostinec a posléze i kuželna. Do roku 1886 fungovalo nádraží primárně pro nákladní dopravu strojního zařízení, uhlí nebo obuvnického zboží. V roce 1886 byla otevřena železniční trať Jihlava–Brno a tak význam nákladní dopravy na nádraží Stařeč poklesl.
Po zestátnění ÖNWB v roce 1908 pak obsluhovala stanici jedna společnost, Císařsko-královské státní dráhy (kkStB), po roce 1918 pak správu přebraly Československé státní dráhy. V roce 1919 bylo původní strojní zařízení přemístěno do stanice Okříšky a v roce 1920 byla zrušena výtopna a v roce 1932 byl zrušen parní stroj. V roce 1937 byla stanice přejmenována na Stařeč a roku 1939 byla provedena elektrifikace stanice. V roce 1947 pak bylo zrušeno větrné čerpadlo a začalo se používat elektrické čerpadlo. V roce 1992 pak byla stanice Stařeč začleněna do stanice Okříšky.

## Popis
Nachází se zde dvě nekrytá jednostranná vnitřní nástupiště, k příchodu k vlakům slouží přechody přes koleje.